# Ruda (gromada w powiecie wyrzyskim)
Ruda (od 31 XII 1959 Wyrzysk) – dawna gromada, czyli najmniejsza jednostka podziału terytorialnego Polskiej Rzeczypospolitej Ludowej w latach 1954–1972.
Gromady, z gromadzkimi radami narodowymi (GRN) jako organami władzy najniższego stopnia na wsi, funkcjonowały od reformy reorganizującej administrację wiejską przeprowadzonej jesienią 1954 do momentu ich zniesienia z dniem 1 stycznia 1973, tym samym wypierając organizację gminną w latach 1954–1972.
Gromadę Ruda z siedzibą GRN w Rudzie utworzono – jako jedną z 8759 gromad na obszarze Polski – w powiecie wyrzyskim w woj. bydgoskim, na mocy uchwały nr 24/18 WRN w Bydgoszczy z dnia 5 października 1954. W skład jednostki weszły obszary dotychczasowych gromad Ruda, Glesno i Konstantynowo ze zniesionej gminy Wyrzysk w tymże powiecie. Dla gromady ustalono 23 członków gromadzkiej rady narodowej.
31 grudnia 1959 z gromady Ruda wyłączono osadę Ostrówek, włączając ją do gromady Osiek n/Notecią w tymże powiecie, po czym gromadę Ruda zniesiono przez przeniesienie siedziby GRN z Rudy do Wyrzyska i zmianę nazwy jednostki na gromada Wyrzysk.